# Solignat
Ne doit pas être confondu avec Solignac.
Solignat est une commune française, située dans le département du Puy-de-Dôme en région Auvergne-Rhône-Alpes.

## Géographie

### Localisation
Le village de Solignat est dominé par le puy d'Ysson, ancienne cheminée de lave d'un volcan surgi à l'ère tertiaire, dégagée par l'érosion des matériaux sédimentaires qui l'enveloppaient. Du haut de ses 856 mètres s'offre un magnifique panorama circulaire, sur le massif du Sancy, la chaîne des Puys, le plateau du Cézallier et les monts du Livradois-Forez à l'est.
| Meilhaud          | Perrier  | Issoire  |
| Tourzel-Ronzières | Solignat |          |
| Vodable           | Antoingt | Bergonne |

### Climat
Pour des articles plus généraux, voir Climat d'Auvergne-Rhône-Alpes et Climat du Puy-de-Dôme.
En 2010, le climat de la commune est de type climat océanique dégradé des plaines du Centre et du Nord, selon une étude du Centre national de la recherche scientifique s'appuyant sur une série de données couvrant la période 1971-2000. En 2020, Météo-France publie une typologie des climats de la France métropolitaine dans laquelle la commune est exposée à un climat de montagne ou de marges de montagne et est dans la région climatique  Nord-est du Massif Central, caractérisée par une pluviométrie annuelle de 800 à 1 200 mm, bien répartie dans l’année. 
Pour la période 1971-2000, la température annuelle moyenne est de 10,3 °C, avec une amplitude thermique annuelle de 16,5 °C. Le cumul annuel moyen de précipitations est de 795 mm, avec 8 jours de précipitations en janvier et 7,1 jours en juillet. Pour la période 1991-2020, la température moyenne annuelle observée sur la station météorologique de Météo-France la plus proche, « Issoire », sur la commune d'Issoire à 7 km à vol d'oiseau, est de 12,0 °C et le cumul annuel moyen de précipitations est de 610,7 mm,. Pour l'avenir, les paramètres climatiques de la commune estimés pour 2050 selon différents scénarios d'émission de gaz à effet de serre sont consultables sur un site dédié publié par Météo-France en novembre 2022.

## Urbanisme

### Typologie
Au 1er janvier 2024, Solignat est catégorisée commune rurale à habitat dispersé, selon la nouvelle grille communale de densité à sept niveaux définie par l'Insee en 2022.
Elle est située hors unité urbaine. Par ailleurs la commune fait partie de l'aire d'attraction d'Issoire, dont elle est une commune de la couronne,. Cette aire, qui regroupe 53 communes, est catégorisée dans les aires de moins de 50 000 habitants,.

### Occupation des sols
L'occupation des sols de la commune, telle qu'elle ressort de la base de données européenne d’occupation biophysique des sols Corine Land Cover (CLC), est marquée par l'importance des territoires agricoles (80,5 % en 2018), en augmentation par rapport à 1990 (79,1 %). La répartition détaillée en 2018 est la suivante : terres arables (60 %), prairies (17,8 %), forêts (8,7 %), milieux à végétation arbustive et/ou herbacée (7 %), zones urbanisées (3,7 %), zones agricoles hétérogènes (2,8 %). L'évolution de l’occupation des sols de la commune et de ses infrastructures peut être observée sur les différentes représentations cartographiques du territoire : la carte de Cassini (XVIIIe siècle), la carte d'état-major (1820-1866) et les cartes ou photos aériennes de l'IGN pour la période actuelle (1950 à aujourd'hui).

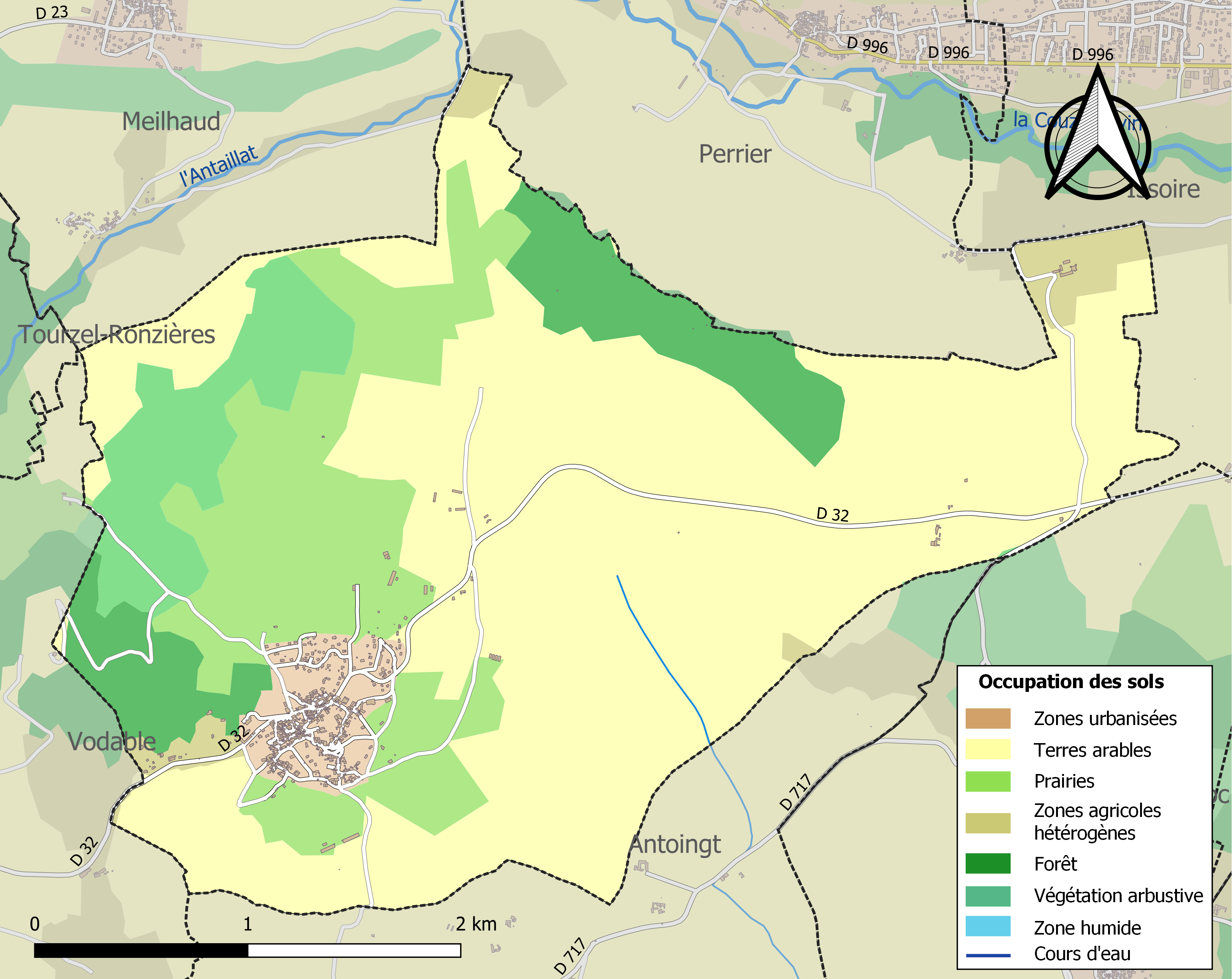
Carte des infrastructures et de l'occupation des sols de la commune en 2018 (CLC).

### Logement
En 2009, le nombre total de logements dans la commune était de 241, alors qu'il était de 207 en 1999.
Parmi ces logements, 82,6 % étaient des résidences principales, 12,0 % des résidences secondaires et 5,4 % des logements vacants. Ces logements étaient pour 96,3 % d'entre eux des maisons individuelles et pour 3,7 % des appartements.
La proportion des résidences principales, propriétés de leurs occupants était de 86,4 %, en augmentation par rapport à 1999 (80,9 %).

## Toponymie
Du toponyme gallo-romain Solegnacum. A donné Solignat en français et Solenhat en auvergnat.

## Politique et administration

### Administration municipale
Le nombre d'habitants de la commune étant compris entre 100 et 499 au dernier recensement, le nombre de membres du conseil municipal est de 11.

### Liste des maires
| Période | Période                         | Identité                        | Étiquette | Qualité  |
| ------- | ------------------------------- | ------------------------------- | --------- | -------- |
| an IX   | 1817                            | Jean-Baptiste Courbayre         |           |          |
| 1817    | 1819                            | Béraud Terrasse                 |           |          |
| 1819    | 1828                            | François Artaud de Lestrade     |           |          |
| 1828    | 1848                            | François Gueffier de Lespinasse |           |          |
| 1848    | 1852                            | Georges Diton                   |           |          |
| 1852    | 1855                            | François Gueffier de Lespinasse |           |          |
| 1855    | 1865                            | Jean-Baptiste Courbayre         |           |          |
| 1865    | 1871                            | Pierre Rozier                   |           |          |
| 1871    | 1882                            | Jean-Baptiste Courbayre         |           |          |
| 1882    | 1884                            | Jean Auzat                      |           |          |
| 1884    | 1888                            | Jacques Verdier                 |           |          |
| 1888    | 1892                            | Charles Terrasse                |           |          |
| 1892    | 1900                            | Jacques Verdier                 |           |          |
| 1900    | 1909                            | François Robert                 |           |          |
| 1909    | 1919                            | Jean Courton                    |           |          |
| 1919    | 1944                            | Jean Anglaret                   |           |          |
| 1944    | 1945                            | Laurent Manliot                 |           |          |
| 1945    | 1959                            | Charles Meynial                 |           |          |
| 1959    | 1977                            | Paul Douarre                    |           |          |
| 1977    | 1989                            | Marcelle Cochet                 |           |          |
| 1989    | 1995                            | Serge Rougier                   |           |          |
| 1995    | 2008                            | André Fougeray                  |           |          |
| 2008    | En cours (au 18 septembre 2020) | Jean-Claude Dabert,             | PS        | Retraité |

### Jumelages
Au 2 mars 2013, Solignat n'est jumelée avec aucune commune.

## Population et société

### Démographie
L'évolution du nombre d'habitants est connue à travers les recensements de la population effectués dans la commune depuis 1793. Pour les communes de moins de 10 000 habitants, une enquête de recensement portant sur toute la population est réalisée tous les cinq ans, les populations de référence des années intermédiaires étant quant à elles estimées par interpolation ou extrapolation. Pour la commune, le premier recensement exhaustif entrant dans le cadre du nouveau dispositif a été réalisé en 2004.

En 2022, la commune comptait 520 habitants, en évolution de +5,91 % par rapport à 2016 (Puy-de-Dôme : +2,1 %, France hors Mayotte : +2,11 %).
| 1793 | 1800 | 1806 | 1821 | 1831 | 1836 | 1841 | 1846 | 1851 |
| ---- | ---- | ---- | ---- | ---- | ---- | ---- | ---- | ---- |
| 634  | 602  | 676  | 690  | 687  | 664  | 674  | 638  | 650  |

| 1856 | 1861 | 1866 | 1872 | 1876 | 1881 | 1886 | 1891 | 1896 |
| ---- | ---- | ---- | ---- | ---- | ---- | ---- | ---- | ---- |
| 629  | 636  | 605  | 611  | 577  | 558  | 592  | 575  | 554  |

| 1901 | 1906 | 1911 | 1921 | 1926 | 1931 | 1936 | 1946 | 1954 |
| ---- | ---- | ---- | ---- | ---- | ---- | ---- | ---- | ---- |
| 526  | 515  | 507  | 505  | 503  | 502  | 448  | 260  | 325  |

| 1962 | 1968 | 1975 | 1982 | 1990 | 1999 | 2004 | 2006 | 2009 |
| ---- | ---- | ---- | ---- | ---- | ---- | ---- | ---- | ---- |
| 292  | 319  | 319  | 415  | 417  | 421  | 423  | 426  | 461  |

| 2014 | 2019 | 2022 | - | - | - | - | - | - |
| ---- | ---- | ---- | - | - | - | - | - | - |
| 485  | 510  | 520  | - | - | - | - | - | - |

### Enseignement
Solignat est située dans l'académie de Clermont-Ferrand.
La commune administre une école élémentaire communale de 34 élèves.

### Héraldique, logotype et devise

Blason de Solignat.

## Culture locale et patrimoine

### Lieux et monuments

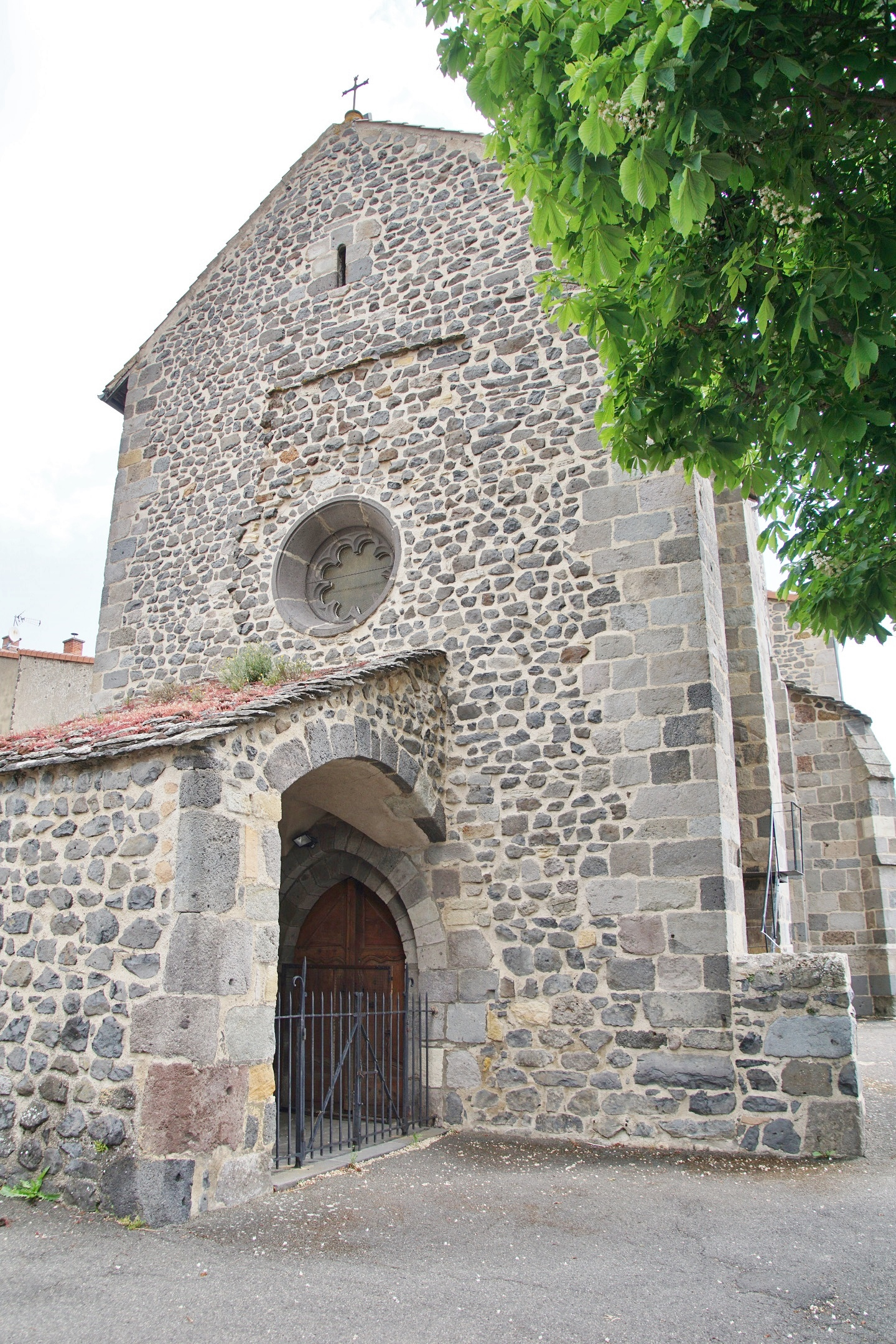
Église Saint-Julien de Solignat.

- Église paroissiale Saint-Julien.

## Pour approfondir